# La Face cachée de Margo (film)
Pour plus de détails, voir Fiche technique et Distribution.
La Face cachée de Margo (Paper Towns) est un film romantique américain réalisé par Jake Schreier, sorti le 5 juin 2015.
Ce film est l'adaptation cinématographique du roman pour jeunes adultes Paper Towns de John Green paru en octobre 2008 (et publié en français sous le titre La Face cachée de Margo en 2009).

## Synopsis
L'histoire de Quentin « Q » Jacobsen et Margo Roth Spiegelman, sa voisine mystérieuse. Le protagoniste est depuis toujours amoureux de la jeune fille et donc c'est tout naturellement qu'il accepte de l'aider quand celle-ci s'introduit une nuit dans sa chambre pour l'entraîner dans une expédition vengeresse. Le lendemain de leur folle nuit, Margo ne vient pas au lycée, elle a disparu. Quentin trouve des indices laissés à son intention et se lance dans une course folle, pleine de tendresse et de rire.

## Fiche technique
- Titre original : Paper Towns
- Titre français : La Face cachée de Margo
- Réalisation : Jake Schreier
- Scénario : Scott Neustadter et Michael H. Weber, d'après La Face cachée de Margo de John Green
- Direction artistique : Jamie Walker McCall
- Décors : Chris L. Spellman
- Costumes : Mary Claire Hannan
- Photographie : David Lanzenberg
- Montage : Jacob Craycroft et Jennifer Lame
- Musique : Ryan Lott
- Production : Chris Golden Evans, Marty Bowen et Wyck Godfrey
- Sociétés de production : Fox 2000 Pictures et Temple Hill Entertainment
- Société de distribution : Fox 2000 Pictures
- Pays de production : États-Unis
- Langue originale : anglais
- Budget : 12 000 000 dollars[1]
- Format : couleur
- Genre : Aventure, Romantique
- Durée : 109 minutes
- Dates de sortie :
  - Belgique : 17 juillet 2015
  - Canada, États-Unis : 24 juillet 2015
  - France : 12 août 2015

## Distribution
- Nat Wolff (VF : Julien Bouanich ; VQ : Xavier Dolan) : Quentin « Q » Jacobsen
- Cara Delevingne (VF : Nastassja Girard ; VQ : Sarah-Jeanne Labrosse) : Margo Roth Spiegelman
- Austin Abrams (VF : Gabriel Bismuth-Bienaimé ; VQ : Maxime Séguin-Durand) : Ben Starling
- Justice Smith (VF : Jimmy Woha-Woha ; VQ : Louis-Philippe Berthiaume) : Marcus « Radar » Lincoln
- Jaz Sinclair (VF : Claire Bouanich ; VQ : Catherine Brunet) : Angela
- Halston Sage (VF : Camille Gondard ; VQ : Célia Gouin-Arsenault) : Lacey Pemberton
- Cara Buono : Connie Jacobsen
- Caitlin Carver : Becca Arrington
- Hannah Alligood : Margo Roth Spiegelman (jeune)
- Josiah Cerio : Quentin « Q » Jacobsen (jeune)
- Griffin Freeman : Jason « Jase » Worthington
- Meg Crosbie : Ruthie Spiegelman
- RJ Shearer : Chuck Parson
- Susan Mackie Miller (VF : Christiane Ludot) : Mrs Spiegelman
- Tom Hillmann : Mr. Spiegelman
- Jim Coleman : Detective Otis Warren
- Jay Duplass : Le professeur de Quentin
- Ansel Elgort : Mason Le vendeur dans une station essence

- Version française
  - Société de doublage : Dubbing Brothers
  - Direction artistique : Isabelle Brannens
  - Adaptation des dialogues : Juliette Caron et Manuel Delilez

Source  et 

## Autour du film

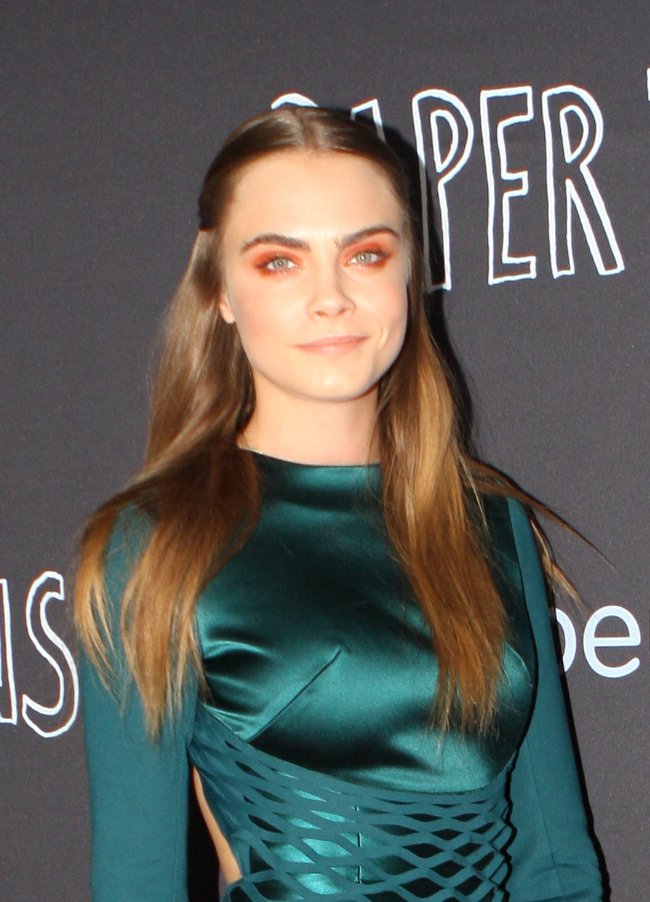
L'actrice principale Cara Delevingne à la première australienne du film, en juillet 2015.

En 2008, John Green annonce que les droits d'adaptation de La Face cachée de Margo ont été vendus à Mandate Pictures et Mr. Mudd avant de préciser en 2014 que le film aura finalement les mêmes scénaristes, producteurs et studio que Nos étoiles contraires.
Dans la bande originale, on retrouve un single de Sam Bruno : "Search Party".

## Accueil

### Accueil critique
Le site de Rotten Tomatoes lui donne un taux d'approbation de 57% basé sur 72 votes et le site Allociné lui donne une moyenne de 2,7 basé sur les critiques de la presse et 3,3 basé sur les critiques des spectateurs, soit une moyenne de 3 sur 5.

### Box-Office
La Face cachée de Margo cumule, au box-office mondial, 85 512 300 $, dont 32 millions $ en Amérique du Nord et 53,5 millions $ dans le reste du monde.
En France, La Face cachée de Margo cumule 567 000 entrées sur 9 semaines d’exploitation.